# 569
569 (DLXIX) var ett normalår som började en tisdag i den julianska kalendern.

## Händelser

### Okänt datum
- Langobarderna erövrar Milano.
- Damianus efterträder Dorotheos som patriark av Alexandria.
- Leovigild blir kung över visigoterna.

## Födda
- Yang av Sui, kinesisk kejsare.

## Avlidna
- Ainmuire mac Sétnai, kung av Irland.
- Wucheng av Norra Qi, kinesisk kejsare.